# ۷-ای‌سی‌ای
۷-ای‌سی‌ای (به انگلیسی: 7-ACA) یک ترکیب شیمیایی با شناسه پاب‌کم ۴۸۳۱۶۸ است. 